# Achias punctulatus
Achias punctulatus är en tvåvingeart som beskrevs av de Meijere 1913. Achias punctulatus ingår i släktet Achias och familjen bredmunsflugor. Inga underarter finns listade i Catalogue of Life.